# لئوناردتاون (مریلند)
لئوناردتاون (به انگلیسی: Leonardtown) شهری در ایالت مریلند کشور ایالات متحده آمریکا است که جمعیت آن در سرشماری سال ۲۰۱۰ میلادی، ۲٬۹۳۰ نفر بوده‌است.